# Наченалы
Наченалы — село в составе Апраксинского сельского поселения Чамзинского района Республики Мордовия.

## География
Находится на расстоянии примерно 9 километров по прямой на северо-запад от районного центра посёлка Чамзинка.

## История
Известно с XVIII века. Церковь (Михаило-Архангельская) была построена в 1746 году. В 1780 году, при административным делением Екатерины II, село Неченалы, при речке Неченалке, дворцовых русских крестьян, дворцовых крещеной мордвы, экономических крестьян, вошло в состав из Краснослободского уезда в Ардатовский уезд Симбирского наместничества. В 1863 году было учтено как удельное село Ардатовского уезда. В начале XX века население составляло примерно 1800 человек (около 10 % населения были старообрядцы беспоповского толка).

## Население
Постоянное население составляло 285 человек (русские 79 %) в 2002 году, 241 в 2010 году.

## Известные уроженцы
- Шихобалов, Емельян Николаевич — крупный скотопромышленник и землевладелец, купец первой гильдии, потомственный почетный гражданин.
- Шихобалов, Антон Николаевич — купец 1-й гильдии, миллионер, коммерции советник с 1907 года, общественный деятель, благотворитель, почётный гражданин города Самары.